# Закон Белла — Мажанді

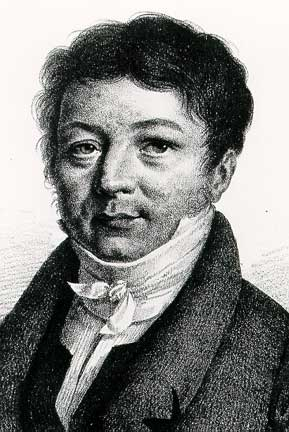
Франсуа Мажанді

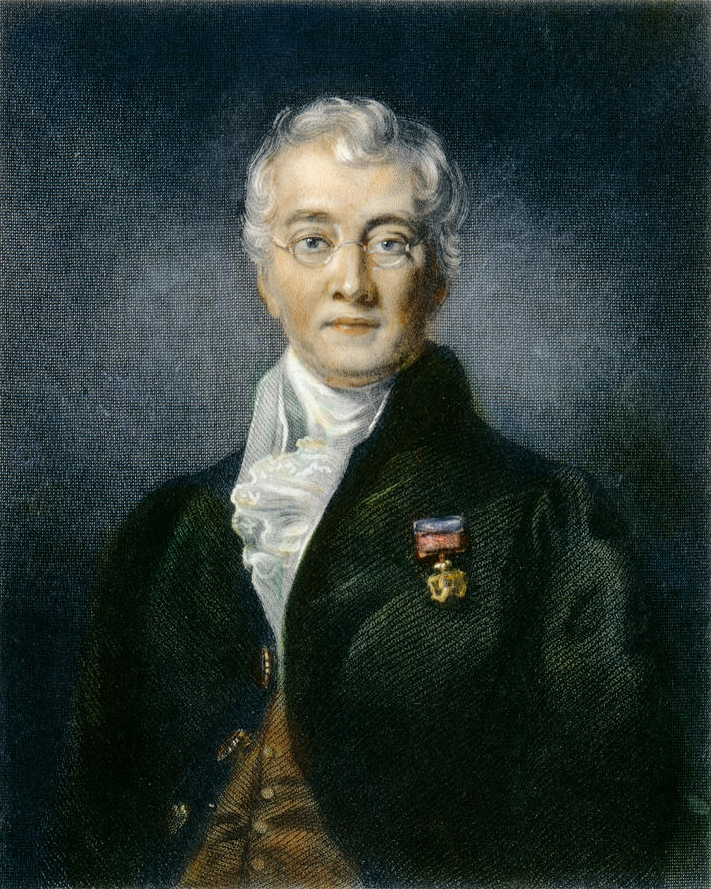
Чарльз Белл

Зако́н Бе́лла — Мажанді́ стверджує: вся аферентна іннервація, тобто доцентрові (чутливі) нервові волокна, входить у спинний мозок через задні (дорзальні) корінці, а через передні (вентральні) корінці виходять рухові (еферентні) волокна, що є аксонами мотонейронів. Так, після перерізки передніх корінців настає параліч м'язів, а після перерізки задніх корінців втрачається чутливість відповідних ділянок тіла.
Закон Белла — Мажанді встановлений у 1822 році французьким фізіологом Франсуа Мажанді. В основу його лягли опубліковані в 1811 році спостереження шотландського анатома Чарльза Белла. Закон був підтверджений у дослідах на жабах фізіолога Йоганна Мюллера.
Є думка, що закон Белла — Мажанді має відносне значення, бо передні корінці спинного мозку містять домішки доцентрових волокон, а задні — відцентрових.[джерело?]